# Plufur
Plufur (tiếng Breton: Plufur) là một xã của tỉnh Côtes-d'Armor, thuộc vùng Bretagne, tây bắc Pháp.

## Dân số
Người dân ở Plufur được gọi là Plufuriens hoặc Plufurois.